# بشرة فاتحة

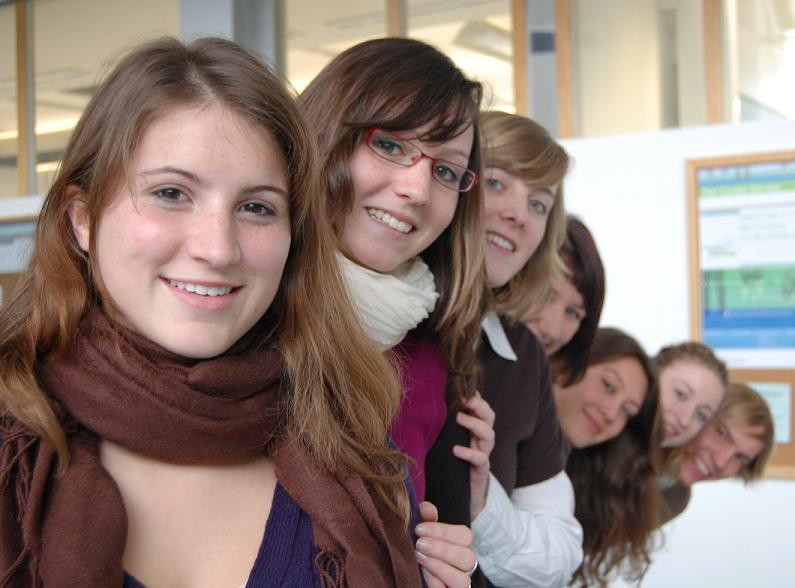
مجموعة من ذوي البشرة الفاتحة في أوروبا.

البشرة الفاتحة أو الجلد الفاتح أو البشرة البيضاء هي لون جلد بشري يحتوي على القليل من الميلانين الذي تكيف وتطور في البيئات ذات الأشعة فوق البنفسجية المنخفضة. الجلد الفاتح هو الأكثر شيوعًا بين السكان الأصليين في أوروبا وشمال شرق آسيا شرق البحر المتوسط والأناضول. غالبًا ما يُشار إلى الأشخاص الذين لديهم جلد فاتح باسم «البيض»، على الرغم من أن هذه الاستخدامات يمكن أن تكون غامضة في بعض البلدان حيث يتم استخدامها للإشارة على وجه التحديد إلى مجموعات عرقية أو مجموعات سكانية معينة.
نظرًا لأن السكان هاجروا بعيدًا عن المناطق الاستوائية بين 125000 و 65000 عامًا مضت في مناطق منخفضة الإشعاع فوق البنفسجي، فقد طوروا تصبغًا خفيفًا للجلد من خلال الاصطفاء الطبيعي لحمايتهم من اضرار نقص فيتامين د المسبب للكساح. استنادًا إلى تحليل الحمض النووي القديم الذي تم إجراؤه في عام 2014 على بقايا الهيكل العظمي البشري من أوروبا الغربية، من المحتمل أن هذا التغيير من تصبغ الجلد الداكن إلى الفاتح قد حدث مؤخرًا لبعض الأوروبيين على الأقل.
البشر الذين يمتلكون جلداً فاتحاً لديهم كميات منخفضة من الميلانين في بشرتهم أو جلدهم، ويمتلكون صبغيات أقل من البشر ذوي تصبغ الجلد الداكن. يوفر الجلد الفاتح خصائص امتصاص أفضل للأشعة فوق البنفسجية. وهذا يساعد الجسم على تركيب كميات أكبر من فيتامين د لعمليات جسدية مثل تطوير الكالسيوم. الأشخاص ذوي البشرة الفاتحة الذين يعيشون بالقرب من خط الاستواء مع وجود اشعة شمس شديدة معرضون بشكل أكبر لخطر استنفاد الفولات في اجسامهم. نتيجة لنفاد حمض الفوليك، هم أكثر عرضة لخطر تلف الحمض النووي، والعيوب الخلقية، وأنواع عديدة من السرطانات، وخاصة سرطان الجلد.
يرتبط توزع السكان ذوي البشرة الفاتحة ارتباطًا وثيقًا بانخفاض مستويات الأشعة فوق البنفسجية في المناطق التي يسكنونها. تاريخيًا، عاش السكان الأصليون ذوي البشرة الفاتحة بشكل شبه حصري بعيدًا عن خط الاستواء، في مناطق خطوط العرض البعيدة عن خط الاستواء والتي تكون فيها كثافة ضوء الشمس منخفضة؛ على سبيل المثال، في شمال غرب أوروبا. نظرًا للهجرة الجماعية وزيادة حركة الناس بين المناطق الجغرافية في القرون الأخيرة، فإن السكان ذوي البشرة الفاتحة اليوم موجودون في جميع أنحاء العالم.

## التطور

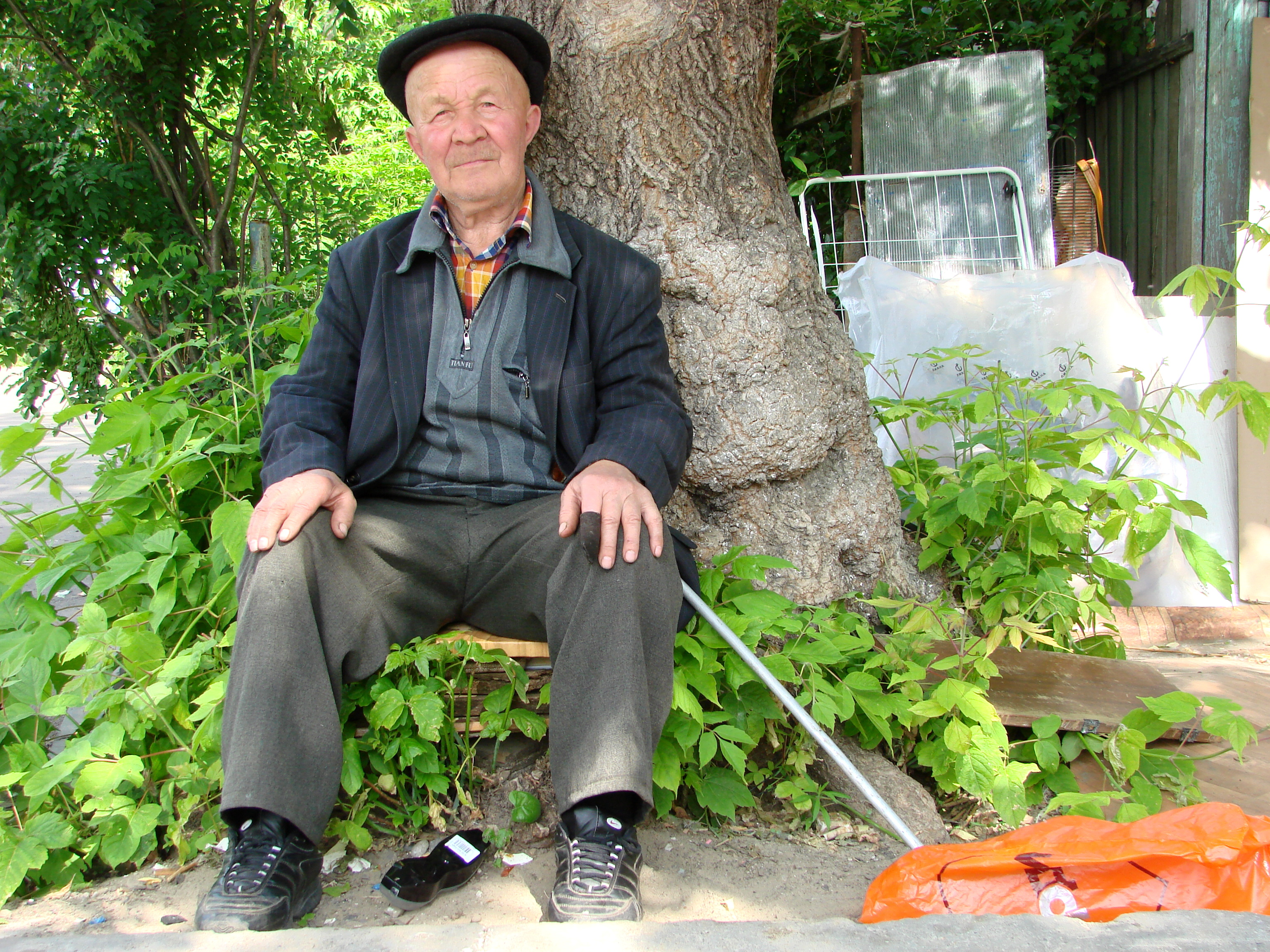
رجل من التتار ذو بشرة فاتحة في روسيا

تدعم وفرة من الأدلة السريرية والوبائية تطور صبغة الجلد الفاتح بسبب أهمية الحفاظ على إنتاج فيتامين D3 في الجلد. ونتيجة لذلك، يجب أن يكون هناك ضغط انتقائي قوي لتطور الجلد الفاتح في المناطق ذات الأشعة فوق البنفسجية المنخفضة. الدليل على أن البشرة الداكنة تطورت كحماية ضد تأثير الأشعة فوق البنفسجية هو أمر معروف، حيث تبين البحوث أن الميلانين يحمي الجسم من استنزاف الفولات والتلف المباشر للحمض النووي. هذا يفسر تطور تصبغ الجلد الداكن للأشخاص الذين يعيشون بالقرب من خط الاستواء ولكنه لا يفسر انتشار الأشخاص ذوي البشرة الفاتحة الذين يعيشون خارج المناطق الاستوائية.

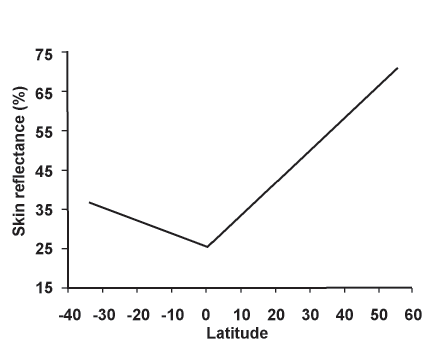
انعكاس الجلد مقابل خط العرض

في الستينيات، اقترح عالم الكيمياء الحيوية دبليو فارنسورث لوميس أن لون البشرة مرتبط بحاجة الجسم لفيتامين د. إن التأثير الإيجابي للأشعة فوق البنفسجية على الفقاريات الحية هو القدرة على تخليق فيتامين D3 منه. تساعد كمية معينة من فيتامين د الجسم على امتصاص المزيد من الكالسيوم الضروري لبناء العظام والحفاظ عليه، وخصوصا لتطوير الأجنة. يعتمد إنتاج فيتامين د على التعرض لأشعة الشمس. البشر الذين يعيشون عند خطوط العرض البعيدة عن خط الاستواء امتلكوا بشرة فاتحة للمساعدة في الحصول على المزيد من فيتامين D. الأشخاص الذين يعيشون بعيدًا عن خط الاستواء كانوا تحت ضغط تطوري لتطوير البشرة الفاتحة، الذي سمح باختراق الأشعة فوق البنفسجية لاجسادهم بشكل أكبر وساعد في إنتاج المزيد من فيتامين دي الضروري للجسم. يرتبط تطور الشعر الأشقر في بعض السكان بتطور البشرة الفاتحة، ولكن أيضا في مجموعات أخرى مختلفة.
في عام 1978، أطلقت وكالة ناسا مطياف رسم خريطة الأوزون الكلية. في عام 1998، جمعت عالمة الأنثروبولوجيا نينا جابلونسكي وزوجها جورج تشابلن بيانات مقياس الطيف لقياس مستويات الأشعة فوق البنفسجية في جميع أنحاء العالم وقارنوها بالمعلومات المنشورة عن لون جلد السكان الأصليين في أكثر من 50 دولة. أظهرت النتائج علاقة عالية جدا بين الأشعة فوق البنفسجية ولون البشرة. كلما كان ضوء الشمس أضعف في منطقة جغرافية، كان جلد السكان الأصليين أفتح. ذهب جابلونسكي ليثبت أن الأشخاص الذين يعيشون فوق خطوط العرض 50 درجة لديهم فرصة أكبر لتطوير نقص فيتامين د. يقول جابلونسكي: «كانت هذه واحدة من العوائق الأخيرة في تاريخ الاستيطان البشري». «بعد أن يتعلم البشر الصيد، وبالتالي يحصلون على طعام غني بفيتامين د، يمكنهم حينها أن يستقروا في مناطق ذات خطوط عرض عالية». طور الأشخاص الذين يعيشون بعيدًا عن خط الاستواء الجلد الفاتح لإنتاج كميات كافية من فيتامين د خلال فصل الشتاء مع مستويات منخفضة من الأشعة فوق البنفسجية. تشير الدراسات الوراثية إلى أن البشر ذوي البشرة الفاتحة قد تطوروا عدة مرات تاريخيا.
بعض السكان الذين لديهم حمية غنية بفيتامين د كانوا أقل تأثراً بالسبب التطوري للبشرة الفاتحة. يتوفر فيتامين د 3 بكميات قليلة في السمك والكبد. السكان الذين يعيشون في المناطق الساحلية أو المناطق التي تتوفر فيها مصادر وفيرة من المأكولات البحرية يمكن أن يحصلوا على نسبة فيتامين د من الغذاء. يمكن أن تحتفظ بعض تجمعات القطب الشمالي، مثل الإنويت، ببعض تصبغ الجلد في مناطق منخفضة الأشعة فوق البنفسجية. في الربيع، يتلقون مستويات عالية من الأشعة فوق البنفسجية المنعكس من الثلج، فيحميهم جلدهم الداكن نسبيًا من أشعة الشمس.

### الفرضيات السابقة
كانت هناك فرضيتان رئيسيتان أخريتان تم طرحهما لشرح تطور تصبغ الجلد الخفيف: مقاومة الإصابة بالبرد، وظهور تأثير الطفرة. يعتبر كلاهما حاليا غير محتملين لأن يكونا الآلية الرئيسية وراء تطور البشرة الفاتحة.
ادعت فرضية مقاومة الإصابة بالبرد أنه تم اختيار الجلد الداكن في المناخ البارد بعيدًا عن خط الاستواء وعلى ارتفاعات أعلى حيث كان الجلد الداكن أكثر تأثرا بقضمة الصقيع. وقد وجد أن تفاعل الجلد مع المناخات شديدة البرودة له علاقة أكثر بالجوانب الأخرى، مثل توزيع الأنسجة الضامة وتوزيع الدهون، واستجابة الشعيرات الدموية الطرفية للاختلافات في درجة الحرارة، وليس التصبغ.
تم طرح افتراض أن الجلد الداكن تطور في غياب الضغط الانتقائي من خلال فرضية تأثير الطفرة المحتملة. كان العامل الرئيسي الذي بدأ في تطوير الجلد الفاتح نتيجة للتحول الجيني دون ضغط انتقائي تطوري. كان يعتقد أن الانتشار اللاحق للجلد الفاتح ناتج عن تزاوج متلائق وساهم الانتقاء الجنسي في تصبغ أخف في الإناث. لقد تم التشكيك في هذه الفرضية، حيث من المتوقع وجود أنماط أكثر عشوائية من تلون الجلد على النقيض من تصبغ الجلد الخفيف البنيوي الملحوظ في المناطق ذات الأشعة فوق البنفسجية المنخفضة.
يعد توزيع السمات (التدريجي) لتصبغ الجلد الذي يمكن ملاحظته في نصف الكرة الشرقي، وبدرجة أقل في نصف الكرة الغربي، أحد أهم خصائص تصبغ الجلد البشري. يتم توزيع السكان ذوي البشرة الفاتحة بشكل أكبر في مناطق ذات مستويات منخفضة من الأشعة فوق البنفسجية.

## الكيمياء الحيوية
الميلانين مشتق من تيروزين الأحماض الأمينية. ويعتبر الميلانين هو الشكل السائد للميلانين الموجود في جلد الإنسان. يحمي الميلانين الأنسجة والحمض النووي من التلف الإشعاعي بواسطة الأشعة فوق البنفسجية. يتم إنتاج الميلانين في خلايا متخصصة تسمى الخلايا الصباغية، والتي توجد في أدنى مستوى من البشرة. يتم إنتاج الميلانين داخل خلايا صغيرة مرتبطة بالغشاء تسمى الميلانوزومات. البشر الذين لديهم بشرة فاتحة يكون لديهم كميات مختلفة من الإيوميلانين والفيوميلانين. يختلف تركيز الفيوميلانين اختلافًا كبيرًا بين السكان من فرد لآخر، ولكنه أكثر شيوعًا بين بعض الأوروبيين وسكان شرق آسيا والأمريكيين الأصليين.
بالنسبة للجسم، يمتلك الأفراد، بغض النظر عن لون البشرة، نفس الكمية من الخلايا الصباغية (ولكن الاختلاف بين أجزاء الجسم المختلفة كبير)، ولكن العضيات التي تحتوي على أصباغ تكون أصغر وأقل عددًا في البشر ذوي البشرة الفاتحة.
بالنسبة للأشخاص ذوي البشرة الفاتحة جدًا، يحصل الجلد على معظم لونه من الأنسجة الضامة البيضاء المزرقة في الأدمة ومن خلايا الدم المرتبطة بالهيموجلوبين المنتشرة في الشعيرات الدموية للأدمة. يصبح اللون المرتبط بالهيموغلوبين المنتشر أكثر وضوحًا، خاصة في الوجه، عندما تتمدد الشرايين وتصبح ممتلئة بالدم نتيجة التمارين البدنية لفترات طويلة أو تحفيز الجهاز العصبي الودي (عادة الحرج أو الغضب). يمكن لما يصل إلى 50% من ال UVA أن يتغلغل بعمق في الأدمة لدى الأشخاص ذوي الجلد الفاتح مع القليل من صبغة الميلانين الواقية.
السمات الأخرى مثل، الشعر الأحمر، والنمش مرتبطة بوجود كمية عالية من الفيوميلانين في الجسم، وكميات قليلة من الميلانين السوي أو العادي. يحدث هذا النمط الظاهري بسبب طفرة في جين مستقبلات الميلانوكورتين 1 (MC1R). ومع ذلك، فإن الاختلافات في تسلسل الجين MC1R لها تأثير كبير فقط على التصبغ في السكان حيث ينتشر الشعر الأحمر والجلد الفاتح للغاية. التأثير الأساسي للتنوع الجيني هو تعزيز تخليق الميلانين على حساب تخليق الفيوميلانين، على الرغم من أن هذا يساهم في اختلاف ضئيل جدًا في انعكاس الجلد بين المجموعات العرقية المختلفة. الخلايا الصباغية من خلايا الجلد الفاتحة داخل الخلايا الكيراتينية تولد نمط توزيع مميز للبشرة الفاتحة.
عادة ما يحدث النمش فقط في الأشخاص ذوي البشرة الفاتحة جدًا. وهي تختلف باللون من داكنة جدًا إلى بنية اللون أو حتى برتقالية غامقة احيانا وتكون بنمط عشوائي على جلد الشخص. العديسة، وأنواع أخرى من النمش، تحدث بين كبار السن بغض النظر عن لون البشرة. الأشخاص الذين لديهم بشرة فاتحة للغاية (النوعان الأول والثاني) يصنعون القليل جدًا من الميلانين في خلاياهم الصباغية، ولديهم قدرة ضئيلة جدًا أو معدومة على إنتاج الميلانين في محفز الأشعة فوق البنفسجية. يمكن أن يؤدي هذا إلى حروق الشمس المتكررة وتلف أكثر خطورة، ولكن غير مرئي، يحدث للأنسجة الضامة والحمض النووي الكامن وراء الجلد. يمكن أن يساهم ذلك في الشيخوخة المبكرة وسرطان الجلد. إن ظهور اللون الأحمر على الجلد الفاتح كاستجابة لمستويات الأشعة فوق البنفسجية العالية ناتج عن زيادة قطر الشعيرات الدموية وعددها وتدفقها.
الاشخاص ذوي البشرة الفاتحة (الأنواع III-IV) قادرون على إنتاج الميلانين في جلدهم استجابة للأشعة فوق البنفسجية. عادة ما يتأخر الاسمرار حيث يستغرق الأمر وقتًا حتى يتحرك الميلانين في البشرة. لا يقدم الاسمرار التأثير الواقي من الأشعة فوق البنفسجية ضد تلف الحمض النووي الناتج عن الأشعة فوق البنفسجية مقارنة بالبشرة الداكنة التي تمتلك الحماية بشكل طبيعي، إلا أنه يوفر حماية كبيرة ضد الاختلافات الموسمية في الأشعة فوق البنفسجية. يساهم الاسمرار في حماية البشرة من حروق الشمس في الصيف. من المؤكد أن هذه الآلية هي السبب التطوري وراء تطور عملية الاسمرار.
ارتبطت الاختلافات في جين KITL بشكل إيجابي بحوالي 20% من اختلافات تركيز الميلانين بين السكان الأفارقة وغير الأفارقة. واحدة من أليلات هذا الجين لديها معدل حدوث 80% في السكان الأوراسيين. الجين ASIP لديه معدل تباين 75-80% بين السكان الأوراسيين مقارنة مع 20-25% في السكان الأفارقة. تمثل الاختلافات في الجين SLC24A5 20-25% من التباين بين مجموعات البشرة الداكنة والبشرة الفاتحة في إفريقيا، ويبدو أنها نشأت مؤخرًا في غضون 10000 عام الماضية. يوجد تعدد الأشكال Ala111Thr أو rs1426654 في الجين SLC24A5 المنتشر في أوروبا، ولكنه موجود في جميع أنحاء العالم، خاصة بين سكان شمال إفريقيا والقرن الأفريقي وغرب آسيا وآسيا الوسطى وجنوب آسيا.
على الرغم من أن جميع هذه الجينات لا تؤثر بشكل مباشر على إنتاج الميلانين، إلا أن معظمها يشفر البروتينات التي قد تلعب دورًا مهمًا في تكوين الميلانين والتحكم في تركيز الميلانين. تم العثور على بعض هذه الجينات في بعض السكان أكثر من غيرها.

## الآثار الصحية
تصبغ الجلد هو تكيف تطوري لمختلف مستويات الأشعة فوق البنفسجية في جميع أنحاء العالم. هناك آثار صحية للأشخاص ذوي البشرة الفاتحة الذين يعيشون في بيئات عالية الأشعة فوق البنفسجية. تزيد الممارسات الثقافية المختلفة من المشاكل المتعلقة بالظروف الصحية للبشرة الفاتحة، على سبيل المثال حمامات الشمس بين ذوي البشرة الفاتحة.

### مزايا البشرة الفاتحة
البشر ذوي البشرة الفاتحة الذين يعيشون في بيئات فيها أشعة الشمس منخفضة لديهم زيادة في تركيب فيتامين د مقارنة بالبشر ذوي الجلد الداكن بسبب القدرة على امتصاص المزيد من ضوء الشمس. يحتاج كل جزء من أجزاء جسم الإنسان تقريبًا، بما في ذلك الهيكل العظمي والجهاز المناعي والدماغ إلى فيتامين د. ضوء الشمس ضروري لإنتاج فيتامين د. وهو العنصر الذي ينتج قبل فيتامين D3. يحدث هذا التفاعل فقط في وجود UVR متوسط الطول و UVB. يتم تدمير معظم الأشعة فوق البنفسجية من خلال طبقة الأوزون والأكسجين والغبار في الغلاف الجوي. تصل الأشعة فوق البنفسجية إلى سطح الأرض بأعلى الكميات عندما يكون مسارها مستقيماً وتمر عبر طبقة صغيرة من الغلاف الجوي.
كلما كان المكان بعيدًا عن خط الاستواء، قل تلقي الأشعة فوق البنفسجية، وتقلصت إمكانية إنتاج فيتامين د. لا تستقبل بعض المناطق البعيدة عن خط الاستواء أشعة UVB على الإطلاق بين الخريف والربيع. نقص فيتامين د ليس قاتلا الا انه يضعف الجهاز المناعي والعظام ويضعف قدرة الجسم على مكافحة انقسام الخلايا غير المنضبط الذي يؤدي إلى السرطان. النقص المزمن في فيتامين د مرتبط بارتفاع خطر الإصابة ببعض أنواع السرطان. هذا موضوع نشط لأبحاث السرطان ولا يزال محل نقاش.
مع زيادة تخليق فيتامين د، هناك انخفاض في الحالات التي تتعلق بظروف نقص فيتامين د الشائعة للأشخاص الذين يعانون من تصبغ الجلد الداكن الذين يعيشون في بيئات منخفضة الأشعة فوق البنفسجية: الكساح وهشاشة العظام والعديد من أنواع السرطان (بما في ذلك القولون وسرطان الثدي)، وخلل في جهاز المناعة. فيتامين D يعزز إنتاج الكثليسدسن، مما يساعد على حماية الإنسان من الفطريات، البكتيريا، والفيروسات المعدية ومنها الإنفلونزا. عند التعرض للأشعة فوق البنفسجية، تكون المنطقة المكشوفة من بشرة الجسم الفاتحة قادرة على إنتاج ما بين 10 إلى 20000 وحدة دولية من فيتامين د.

### اضرار اشعة الشمس

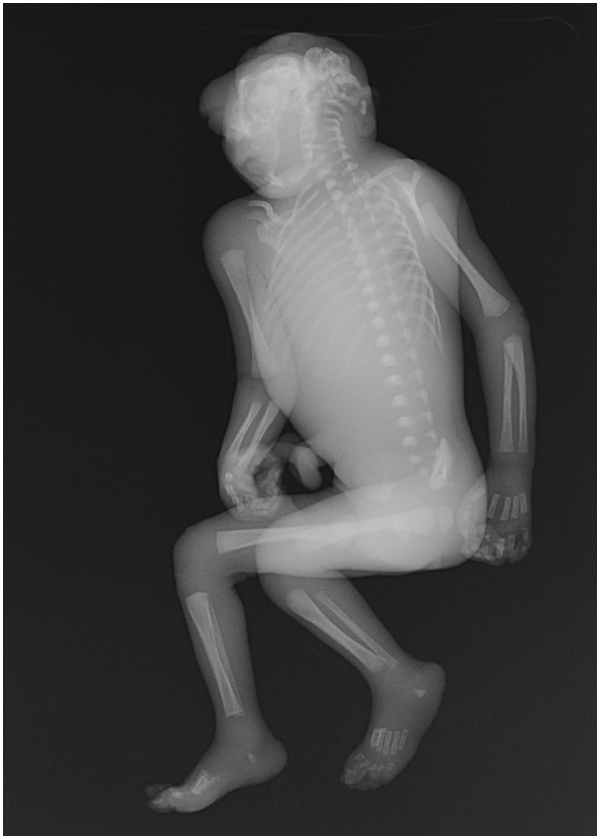
عيب الأنبوب العصبي القاتل

الأشخاص ذوي البشرة الفاتحة الذين يعيشون في بيئات فيها أشعة الشمس شديدة هم أكثر عرضة للأشعة فوق البنفسجية الضارة بسبب نقص الميلانين في الجلد. الخطر الأكثر شيوعًا الذي يأتي مع التعرض الشديد لأشعة الشمس هو زيادة خطر حروق الشمس. ويأتي هذا الخطر مع الممارسة الثقافية للحمامات الشمسية، والتي تحظى بشعبية بين بعض السكان. يمكن أن تؤدي هذه الممارسة الثقافية إلى الحصول على جلد داكن أو اسمر وقد يتعرضوا إلى حروق بشكل كبير، خاصة ذوي البشرة الفاتحة للغاية. يمكن أن يؤدي التعرض المفرط لأشعة الشمس أيضًا إلى سرطان الخلايا القاعدية، وهو شكل شائع من سرطان الجلد.
هناك تأثير صحي آخر هو استنفاد الفولات داخل الجسم، حيث يمكن أن يؤدي التعرض المفرط للضوء فوق البنفسجي إلى فقر الدم الضخم الأرومات. يمكن أن يكون نقص حمض الفوليك في النساء الحوامل ضارًا بصحة أطفالهن حديثي الولادة في شكل عيوب الأنبوب العصبي والإجهاض وانشقاق العمود الفقري، وهو عيب خلقي لا يغلق فيه العمود الفقري والقناة الشوكية قبل الولادة. ذروة حدوث عيب الأنبوب العصبي هي الأعلى في الفترة من مايو إلى يونيو في نصف الكرة الشمالي. هناك حاجة إلى حمض الفوليك لتعزيز الحمض النووي في تقسيم الخلايا ويمكن أن يؤدي النقص إلى فشل تكوين الجنين بشكل سليم وفشل في تكوين الحيوانات المنوية.
الأفراد ذوو البشرة الفاتحة الذين يتعرضون بشكل متكرر للأشعة فوق البنفسجية الشديدة، يعانون من شيخوخة أسرع في الجلد، والتي تظهر في زيادة التجاعيد وشذوذ التصبغ. يتسبب الضرر التأكسدي في تدهور الأنسجة الواقية في الأدمة، مما يضعف قوة الجلد. وقد افترض أن النساء البيض قد يصيبهن التجاعيد بشكل أسرع بعد انقطاع الطمث من النساء السوداوات لأنهن أكثر عرضة للحروق الشمسية. وخلص الدكتور تايلور، من كلية الطب بجامعة ييل، إلى أن الدراسة لم تستطع إثبات النتائج ولكنهم يشكون في السبب الأساسي. يشتبه في أن البشرة ذات اللون الفاتح هي أحد العوامل المساهمة التي تعزز التجاعيد.

## الانتشار

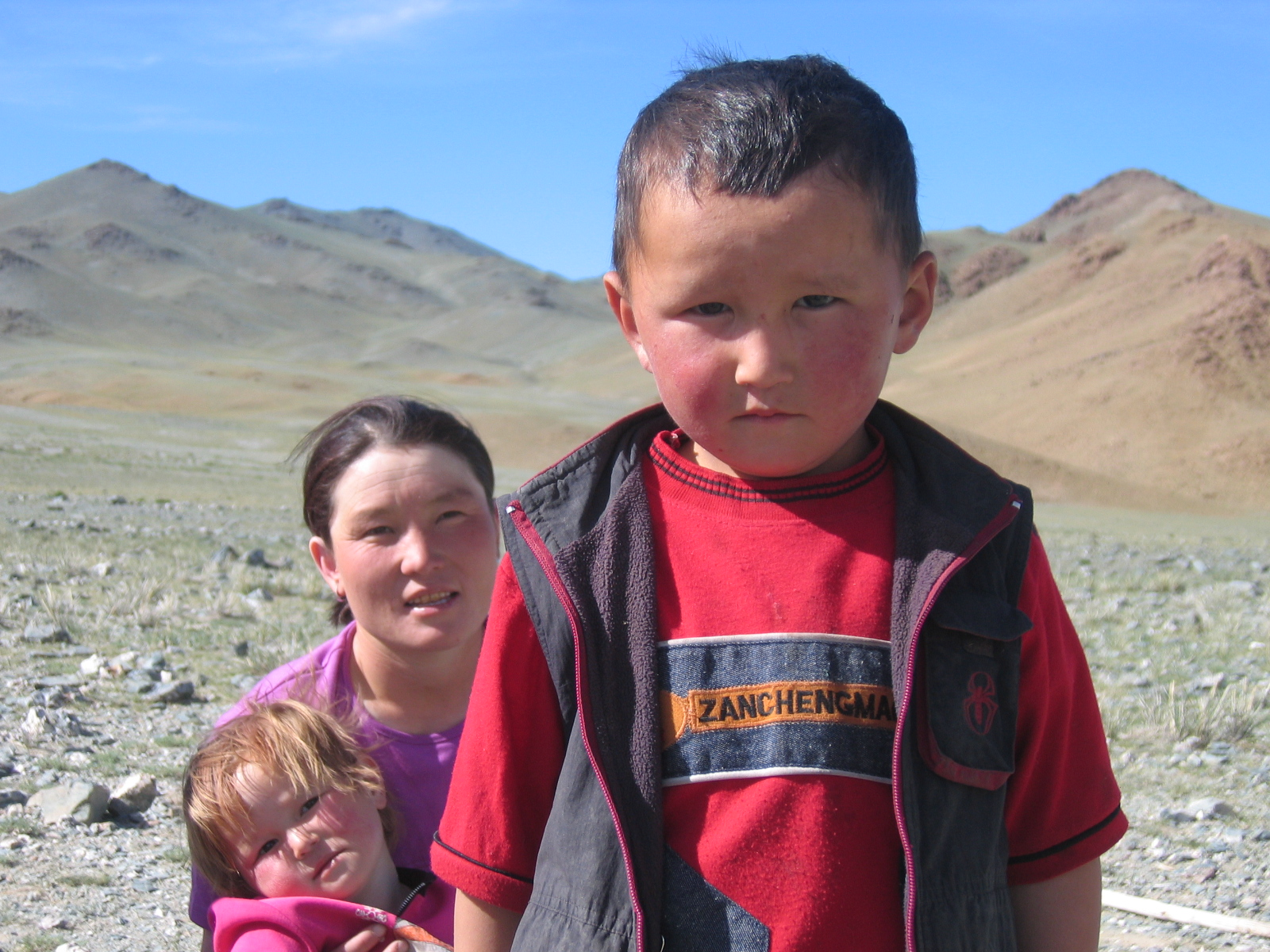
أم منغولية فاتحة اللون مع طفلها

هناك ارتباط بين التوزيع الجغرافي للأشعة فوق البنفسجية وتوزيع تصبغ الجلد حول العالم. المناطق البعيدة عن خط الاستواء والتي تكون عمومًا أقرب إلى القطبين، فإنها تحتوي على تركيز أقل من الأشعة فوق البنفسجية. كقاعدة عامة، تميل المجموعات السكانية التي تطورت شمالًا أو جنوبًا عند خط عرض 46 درجة إلى أن تكون البشرة أفتح؛ على سبيل المثال، في أوروبا الغربية وكندا وروسيا والدول الاسكندنافية ومنغوليا. الاستثناءات موجودة حيث في بعض الحالات تبين أن الأوروبيين الجنوبيين اقل بياضاً من الاوروبيين الشماليين.

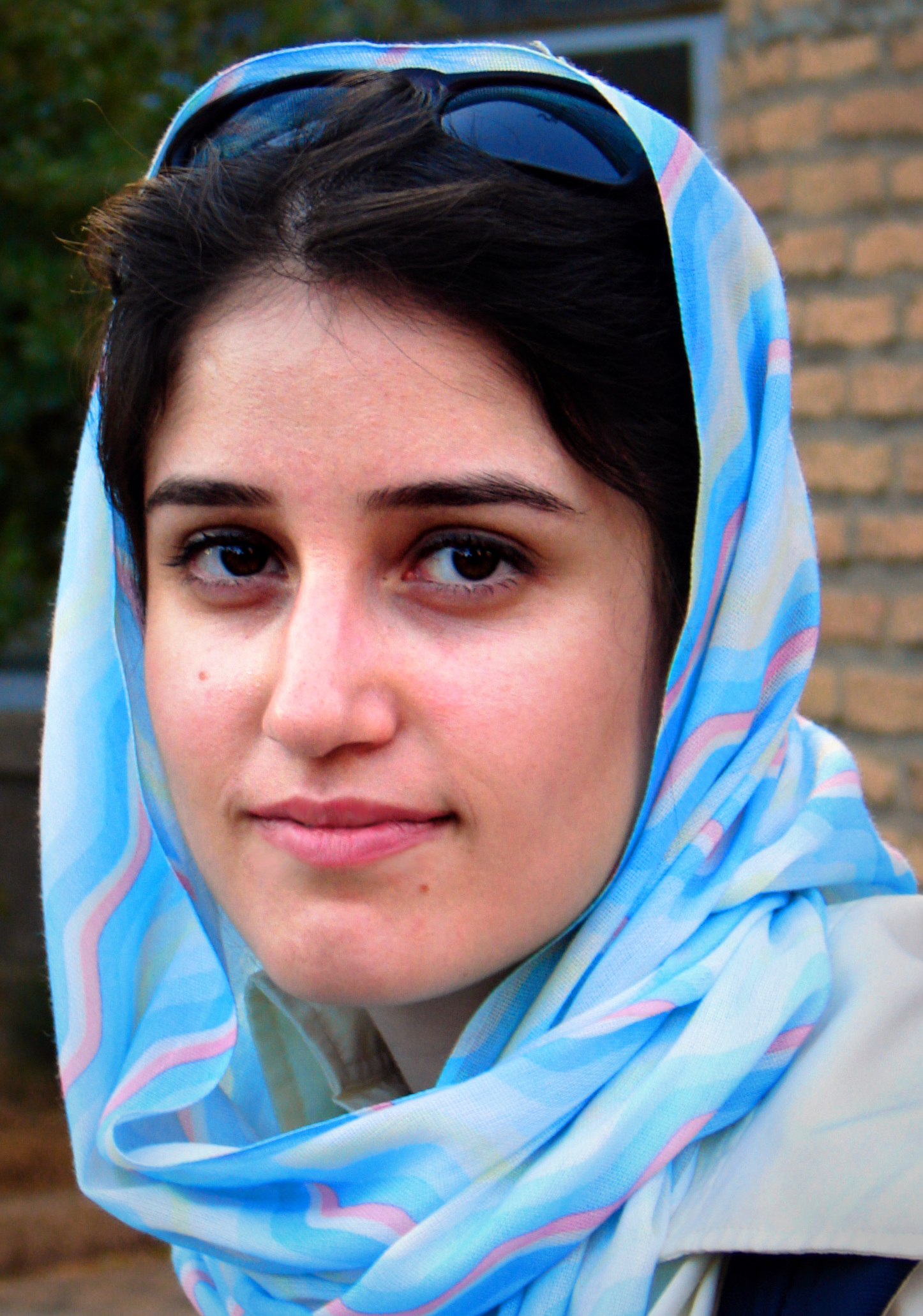
امرأة إيرانية ذات بشرة فاتحة

يعزو بعض علماء الآثار هذا إلى العيوب الثقافية التي منعت الناس من الاستقرار في المناطق القطبية. ومع ذلك، فمن المحتمل أيضًا أن القيود الكامنة لإنتاج كميات كافية من فيتامين د في هذه المناطق كانت سبب نقص الاستيطان البشري. بعيدًا عن السواحل، كان من الصعب للغاية على البشر العثور على مصادر لفيتامين دي في المناطق القطبية باستثناء بعض أنحاء أوراسيا من خلال اكل لحوم الرنة التي يصطادونها. يحتوي لحم الرنة ودهونه على كميات كبيرة من فيتامين د الذي تحصل عليه الرنة من تناول كميات كبيرة من الأشنة.
على الرغم من أن التوزيع الحالي لألوان جلد الإنسان لا يعكس هذا الارتباط بسبب الهجرة الجماعية وحركة الشعوب عبر القارات في الماضي، ولكت لا يزال هناك شعوب أصلية تعيش في بيئة أسلافها. تتلقى المناطق القطبية في نصف الكرة الشمالي القليل من الأشعة فوق البنفسجية وبالتالي كمية أقل من فيتامين د التي تنتجه الأشعة فوق البنفسجية في معظم العام. كانت هذه المناطق غير مأهولة من قبل البشر حتى حوالي 12000 سنة مضت. تحتوي مناطق مثل الدول الاسكندنافية وسيبيريا على تركيزات منخفضة جدًا من الأشعة فوق البنفسجية، وجميع السكان الأصليين ذوي بشرة فاتحة. على الرغم من أن بعض الناس في المناطق القطبية، مثل الاسكيمو (الانويت)، احتفظوا ببشرتهم الداكنة من خلال تناولهم للمأكولات البحرية الغنية بفيتامين D، مثل الأسماك والثدييات البحرية. علاوة على ذلك، يعيش هؤلاء الأشخاص في أقصى الشمال منذ أقل من 7000 عام، وفي بعض الحالات ليس هناك وقت كافٍ لانتقاء إنتاج الميلانين المنخفض بشكل كبير من خلال الاصطفاء الطبيعي.